# Аманква, Фрэнк
Фрэнк Аманква (англ. Frank Amankwah; 29 декабря 1971, Обуаси, Гана) — ганский футболист, защитник. Бронзовый призёр летних Олимпийских игр 1992 года и участник двух Кубков африканских наций.

## Биография
Фрэнк Аманква родился 29 декабря 1971 года в ганском городе Обуаси.

### Клубная карьера
Начал профессиональную карьеру в 1991 году в клубе чемпионата Ганы — «Асанте Котоко». В 1997 году выступал за «Гютерсло» во Второй немецкой Бундеслиге, где Фрэнк сыграл в 7 играх. Летом 1997 года перешёл в нидерландский АЗ, однако в составе команды сыграл лишь в одной игре Кубка Нидерландов. В сезоне 1999/00 являлся игроком греческого «Ираклиса», где играл ещё один ганец — Эбенезер Хаган. Аманква провёл лишь 6 игр в чемпионате Греции.
В 2002 году стал футболистом ганского клуба «Кинг Фейсал Бэйбс». Завершил карьеру игрока в 2003 году в стане команды «Асанте Котоко». В настоящее время является детским тренером в Лондоне.

### Карьера в сборной
В августе 1992 года главный тренер олимпийской сборной Ганы Сэм Ардай вызвал Фрэнка на летние Олимпийские игры в Барселоне. В команде он получил 2 номер. В своей группе ганцы заняли первое место, обогнав Мексику, Австралию и Данию. В четвертьфинале Гана обыграла Парагвай (4:2), а в матче 1/2 финала уступила Испании (0:2). В матче за третье место ганцы смогли обыграть Австралию со счётом (1:0) и стали обладателями бронзовых наград. Аманква сыграл во всех шести играх.
В составе национальной сборной Ганы выступал с 1992 года по 1997 год, проведя в составе сборной 33 игры и забив 2 гола. Весной 1994 года принял участие в Кубке африканских наций, который состоялся в Тунисе. Гана дошла до 1/4 финала, где уступила Кот-д’Ивуару (1:2). Аманква принял участие в трёх играх на турнире и вошёл в символическую сборную лучших игроков на турнире. В конце 1994 года участвовал в турнире Simba 4 Nations Tournament в Южной Африке.
В начале 1996 года участвовал в Кубке африканских наций в Южной Африке. Сборная Ганы заняла четвёртое место, уступив в матче за бронзовые награды команде Замбии со счётом (0:1). Фрэнк принял участие во всех шести играх на турнире. В 1996 году вновь сыграл на турнире Simba 4 Nations Tournament в Южной Африке.
В январе 1997 года в составе сборной Африки под руководством Рабаха Маджера сыграл в выставочном матче против сборной Европы, который состоялся в Лиссабоне. Матч закончился победой африканцев со счётом (2:1). В июне 1997 году участвовал в Кубке Кореи, где Гана заняла последнее четвёртое место в группе.

## Достижения
- Бронзовый призёр летних Олимпийских игр (1): 1992